# CSN (album)
CSN je třetí studiové album rockové skupiny Crosby, Stills & Nash, druhé bez Neila Younga, vydané v červnu 1977 u vydavatelství Atlantic Records. Produkovali jej tři členové skupiny spolu s bratry Ronem a Howardem Albertovými.

## Seznam skladeb
| Pořadí | Název                   | Autor                      | Délka |
| ------ | ----------------------- | -------------------------- | ----- |
| 1.     | Shadow Captain          | David Crosby, Craig Doerge | 4:32  |
| 2.     | See the Changes         | Stephen Stills             | 2:56  |
| 3.     | Carried Away            | Graham Nash                | 2:29  |
| 4.     | Fair Game               | Stills                     | 3:30  |
| 5.     | Anything at All         | Crosby                     | 3:01  |
| 6.     | Cathedral               | Nash                       | 5:15  |
| 7.     | Dark Star               | Stills                     | 4:43  |
| 8.     | Just a Song Before I Go | Nash                       | 2:12  |
| 9.     | Run from Tears          | Stills                     | 4:09  |
| 10.    | Cold Rain               | Nash                       | 2:32  |
| 11.    | In My Dreams            | Crosby                     | 5:10  |
| 12.    | I Give You Give Blind   | Stills                     | 3:21  |

## Obsazení
Crosby, Stills & Nash
- David Crosby – zpěv, kytara, aranžmá
- Stephen Stills – zpěv, kytara, baskytara, klavír, klávesy, timbales, aranžmá
- Graham Nash – zpěv, kytara, harmonika, klávesy, aranžmá

Ostatní hudebníci
- Ray Barretto – perkuse, konga
- Mike Finnigan – varhany, klávesy
- Joe Vitale – syntezátory, flétna, perkuse, bicí, klávesy, tympány, vibrafon
- Jimmy Haslip – baskytara
- Craig Doerge – klavír, klávesy, zpěv
- Tim Drummond – baskytara
- Gerald Johnson – baskytara
- George Perry – baskytara
- Russ Kunkel – bicí, perkuse, konga
- Mike Lewis – aranžmá